# Fyrtiofem (kortspel)
Fyrtiofem är ett kanadensiskt kortspel för två, fyra eller sex deltagare och är ett spel som går ut på att vinna stick. Vid spel på fyra spelar man ihop två och två, och vid spel på sex bildar man två lag med tre spelare i varje. 
Spelet härstammar från det irländska kortspelet spoil five. Kortens rangordning, som är densamma som i spoil five, avviker på några punkter från vad som gäller i de flesta kortspel: i spader och klöver är de numrerade korten omvänt värderade, det vill säga att tian är lägst. Vidare räknas femman som högsta kort i trumffärgen, följd av knekten. Dessutom är hjärter ess, oavsett gällande trumffärg, alltid tredje högsta trumfkort.
I given delas fem kort ut till varje spelare, och nästa kort vänds upp och bestämmer trumffärg. Vid spelet om sticken gäller att det är tillåtet att spela ett trumfkort även om man har kort i den utspelade färgen. Den sida som tar hem tre eller fyra stick får 5 poäng, medan fem hemtagna stick ger 10 poäng. Ett annat sätt att räkna är att ge 5 poäng för tre stick, 15 poäng för fyra och 25 poäng för fem. Oavsett vilken poängskala som används, är spelets vinnare den sida som först når 45 poäng, härav spelets namn.

## Variant
Auktionsfyrtiofem är en variant med budgivning, där spelarna anger hur många poäng, i multiplar av fem, man tror sig kunna spela hem. Den spelare som gett det högsta budet bestämmer vilken färg som ska vara trumf. Varje vunnet stick ger 5 poäng, och 5 poäng ges också till den sida som tagit hem det högsta trumfkortet. Ett hemspelat högsta bud ger dessutom ett tillägg på lika många poäng som budets storlek, medan ett misslyckat hemspel i stället straffas med lika många minuspoäng. Ett parti går till 120 poäng.